# ISO 3166-2:RE
ISO 3166-2:RE은 지리 식별 부호(geocode)를 정의하는 ISO 표준인 ISO 3166-2의 일부이며, 레위니옹에 적용된다. RE는 ISO 3166-1에서 할당된 국가 코드를 사용한다. 현재는 ISO 3166-2에서 할당된 코드가 없다. 프랑스의 코드인 ISO 3166-2:FR 산하에 있다.